# Art Linson
Art Linson, est un producteur de cinéma américain né le 16 mars 1942 à Chicago.
Il est parfois scénariste et réalisateur. Il a également publié deux livres biographiques : A Pound of Flesh: Perilous Tales of How to Produce Movies in Hollywood (1995) et What Just Happened ? Bitter Hollywood Tales From the Front Line (2002). Ce dernier a d'ailleurs été adapté au cinéma en 2008 dans Panique à Hollywood. C'est Robert De Niro qui joue Ben, l'équivalent d'Art Linson.

## Filmographie

### Producteur / producteur délégué
- 1975 : Rafferty et les Auto-stoppeuses (Rafferty and the Gold Dust Twins) de Dick Richards
- 1976 : Car Wash de Michael Schultz
- 1978 : American Hot Wax de Floyd Mutrux
- 1980 : Where the Buffalo Roam d'Art Linson
- 1980 : Melvin and Howard de Jonathan Demme
- 1982 : Ça chauffe au lycée Ridgemont (Fast Times at Ridgemont High) d'Amy Heckerling
- 1984 : Attention délires ! (The Wild Life) d'Art Linson
- 1987 : Les Incorruptibles (The Untouchables) de Brian De Palma
- 1988 : Fantômes en fête (Scrogged) de Richard Donner
- 1989 : Outrages (Casualties of War) de Brian De Palma
- 1989 : Nous ne sommes pas des anges (We're No Angels) de Neil Jordan
- 1990 : Dick Tracy de Warren Beatty (producteur délégué)
- 1992 : Singles de Cameron Crowe (producteur délégué)
- 1993 : Nom de code : Nina (The Assassin - Point of No Return) de John Badham
- 1993 : Blessures secrètes (This Boy's Life) de Michael Caton-Jones
- 1995 : Heat de Michael Mann
- 1997 : À couteaux tirés (The Edge) de Lee Tamahori
- 1998 : De grandes espérances (Great Expectations) d'Alfonso Cuarón
- 1999 : Les Aiguilleurs (Pushing Tin) de Mike Newell
- 1999 : Fight Club de David Fincher
- 2000 : Sunset Strip (en) d'Adam Collis
- 2001 : Braquages (Heist) de David Mamet
- 2004 : Spartan de David Mamet
- 2004 : Imaginary Heroes de Dan Harris
- 2005 : Les Seigneurs de Dogtown (Lords of Dogtown) de Catherine Hardwicke (producteur délégué)
- 2006 : Le Dahlia noir (The Black Dahlia) de Brian De Palma
- 2007 : Into the Wild de Sean Penn
- 2008 : Panique à Hollywood (What Just Happened?) de Barry Levinson
- 2008 : Sons of Anarchy de Kurt Sutter (série TV) (producteur délégué)
- 2016 : The Comedian de Taylor Hackford
- 2018 : The Outsider de Martin Zandvliet
- 2022 : 1923 (série TV)

### Réalisateur
- 1980 : Where the Buffalo Roam
- 1984 : Attention délires ! (The Wild Life)

### Scénariste
- 1978 : American Hot Wax de Floyd Mutrux
- 2007 : Panique à Hollywood (What Just Happened?) de Barry Levinson
- 2016 : The Comedian de Taylor Hackford